# Жегрова, Эдон
Э́дон Лу́лзим Же́грова (алб. Edon Lulzim Zhegrova; 31 марта 1999, Херфорд, Германия) — косоварский футболист, вингер французского клуба «Лилль» и национальной сборной Косова.

## Клубная карьера
Эдон Жегрова родился в семье косовских беженцев из Приштины в Германии. После окончания Косовской войны семья вернулась на родину. Жегрова занимался футболом в ряде косовских и бельгийских клубов. 22 марта 2017 года он присоединился к бельгийскому «Генку». 10 сентября того же года Жегрова дебютировал в бельгийском Первом дивизионе А, выйдя на замену в конце гостевого поединка против «Гента». Спустя три месяца он забил свой первый гол на высшем уровне, открыв счёт в домашнем матче с «Эйпеном».

## Карьера в сборной
24 марта 2018 года Эдон Жегрова дебютировал в составе сборной Косова в товарищеском матче против команды Мадагаскара, выйдя в основном составе. На 47-й минуте этого поединка он забил единственный и победный гол.

## Статистика выступлений

### В сборной
| Матчи и голы Эдона Жегровы за сборную Косова | Матчи и голы Эдона Жегровы за сборную Косова | Матчи и голы Эдона Жегровы за сборную Косова | Матчи и голы Эдона Жегровы за сборную Косова | Матчи и голы Эдона Жегровы за сборную Косова | Матчи и голы Эдона Жегровы за сборную Косова | Матчи и голы Эдона Жегровы за сборную Косова |
| №                                            | Дата                                         | Место проведения                             | Соперник                                     | Счёт                                         | Голы                                         | Соревнование                                 |
| -------------------------------------------- | -------------------------------------------- | -------------------------------------------- | -------------------------------------------- | -------------------------------------------- | -------------------------------------------- | -------------------------------------------- |
| 1                                            | 24 марта 2018                                | Жан Роллан, Франконвиль                      | Мадагаскар                                   | 1:0                                          | 1                                            | Товарищеский матч                            |
| 2                                            | 27 марта 2018                                | Жан Роллан, Франконвиль                      | Буркина-Фасо                                 | 2:0                                          | 0                                            | Товарищеский матч                            |
| 3                                            | 29 мая 2018                                  | Летцигрунд, Цюрих                            | Албания                                      | 3:0                                          | 1                                            | Товарищеский матч                            |
| 4                                            | 7 сентября 2018                              | Олимпийский, Баку                            | Азербайджан                                  | 0:0                                          | 0                                            | Лига наций УЕФА 2018/2019                    |
| 5                                            | 10 сентября 2018                             | Фадиль Вокри, Приштина                       | Фареры                                       | 2:0                                          | 0                                            | Лига наций УЕФА 2018/2019                    |

Итого: 5 матчей / 2 гола; eu-football.info.